# Bezemín
Bezemín (německy Wesamin) je malá vesnice, část obce Cebiv v okrese Tachov. Nachází se asi dva kilometry severovýchodně od Cebivu. V roce 2011 zde trvale žilo 20 obyvatel. Bezemín je také název katastrálního území o rozloze 5,03 km².

## Historie
První písemná zmínka o vesnici pochází z roku 1115.

## Obyvatelstvo
Při sčítání lidu v roce 1921 zde žilo 169 obyvatel (z toho 82 mužů), z nichž bylo 168 Němců a jeden cizinec. Všichni se hlásili k římskokatolické církvi. Podle sčítání lidu z roku 1930 měla vesnice 156 obyvatel: sedm Čechoslováků, 147 Němců a dva cizince. I tentokrát všichni byli římskými katolíky.
| Rok            | 1869 | 1880 | 1890 | 1900 | 1910 | 1921 | 1930 | 1950 | 1961 | 1970 | 1980 | 1991 | 2001 | 2011 | 2021 |
| -------------- | ---- | ---- | ---- | ---- | ---- | ---- | ---- | ---- | ---- | ---- | ---- | ---- | ---- | ---- | ---- |
| Počet obyvatel | 159  | 176  | 166  | 152  | 168  | 169  | 156  | 73   | 127  | 43   | 28   | 19   | 15   | 20   | 15   |
| Počet domů     | 26   | 28   | 28   | 28   | 29   | 29   | 30   | 20   | 20   | 11   | 11   | 10   | 10   | 11   | 10   |

## Obecní správa
Při sčítání lidu v letech 1850–1950 Bezemín byl samostatnou obcí, se kterým patřil nejprve do okresu Teplá, ale v letech 1900–1930 v okrese Planá a v roce 1950 v okrese Stříbro. Od roku 1960 je částí obce Cebiv v okrese Tachov.

## Pamětihodnosti
Asi 2,5 kilometru severovýchodně od vesnice se nad soutokem Úterského potoka a Hadovky nachází archeologická lokalita chráněná jako národní kulturní památka. Tvoří ji slovanské hradiště s pohřebištěm z osmého až devátého století.

## Další fotografie

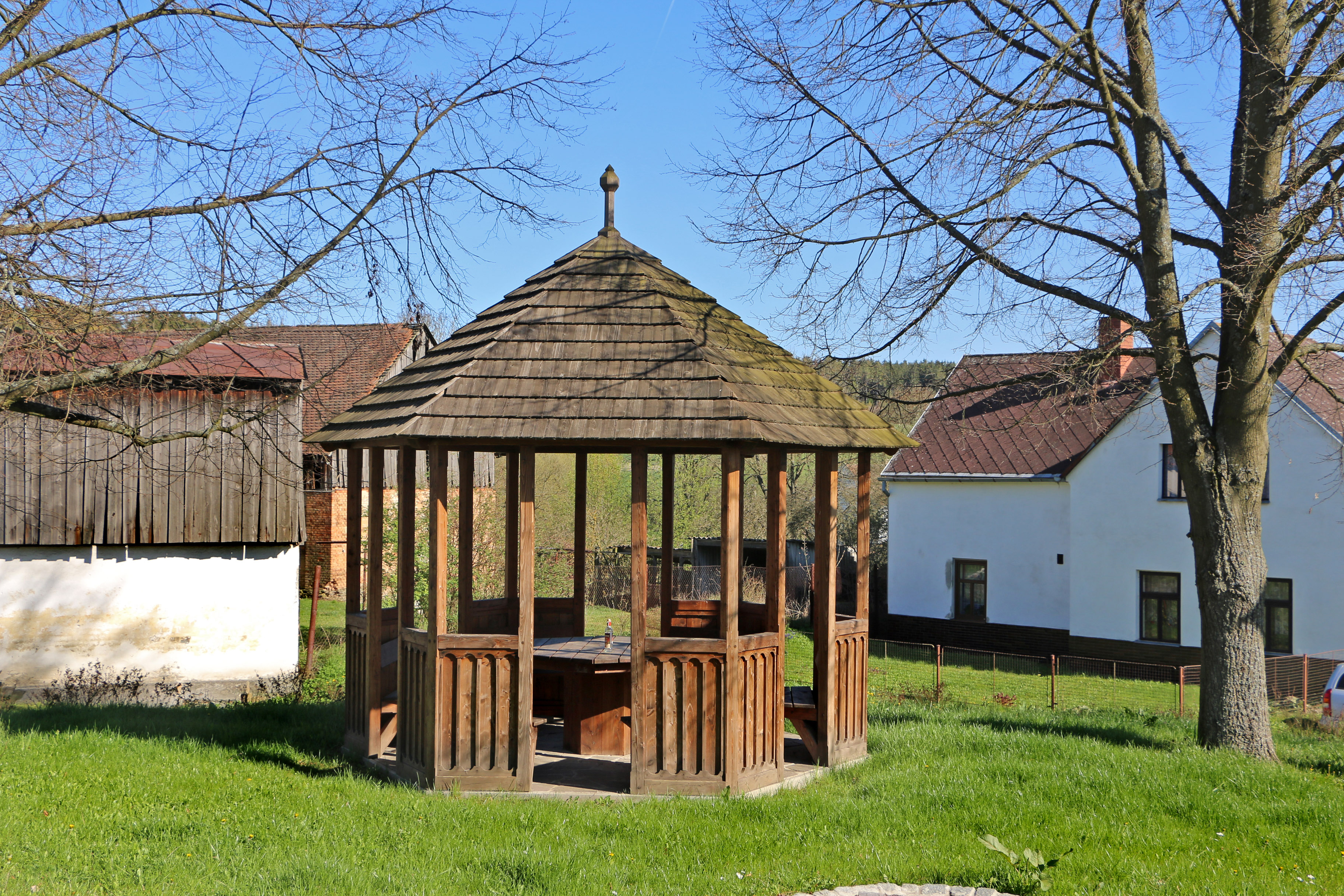
Altán na návsi
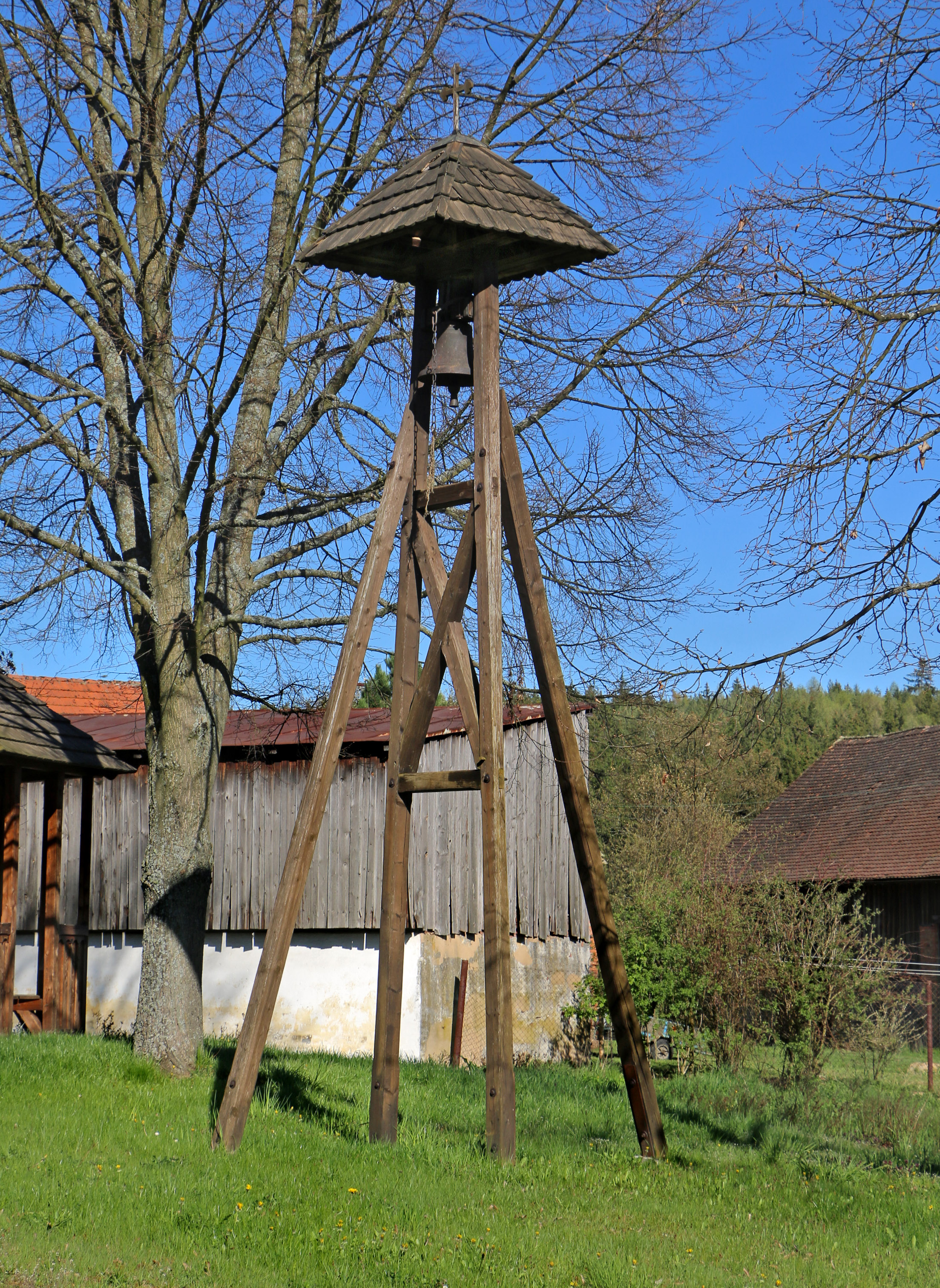
Dřevěná zvonice
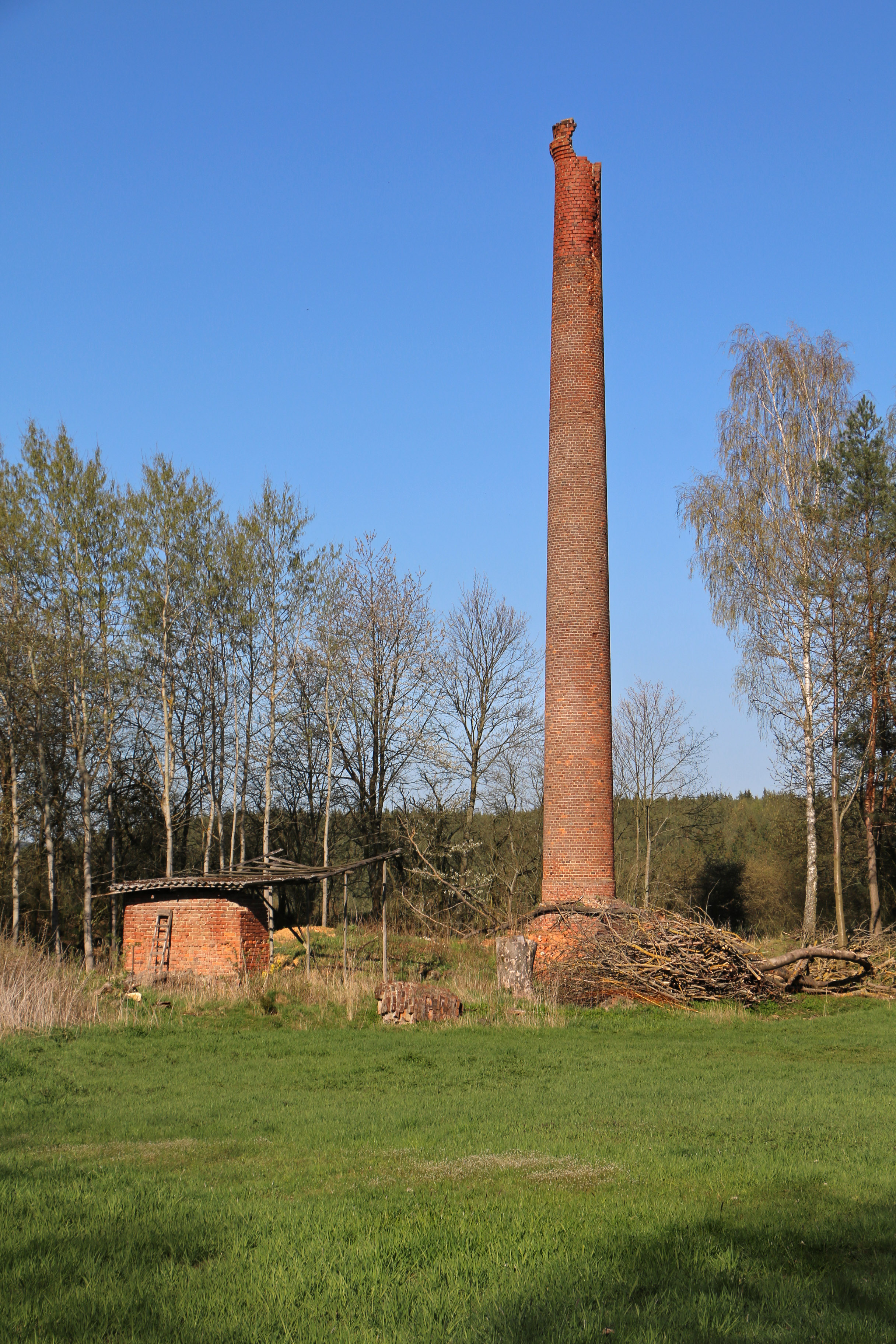
Rozpadající se komín
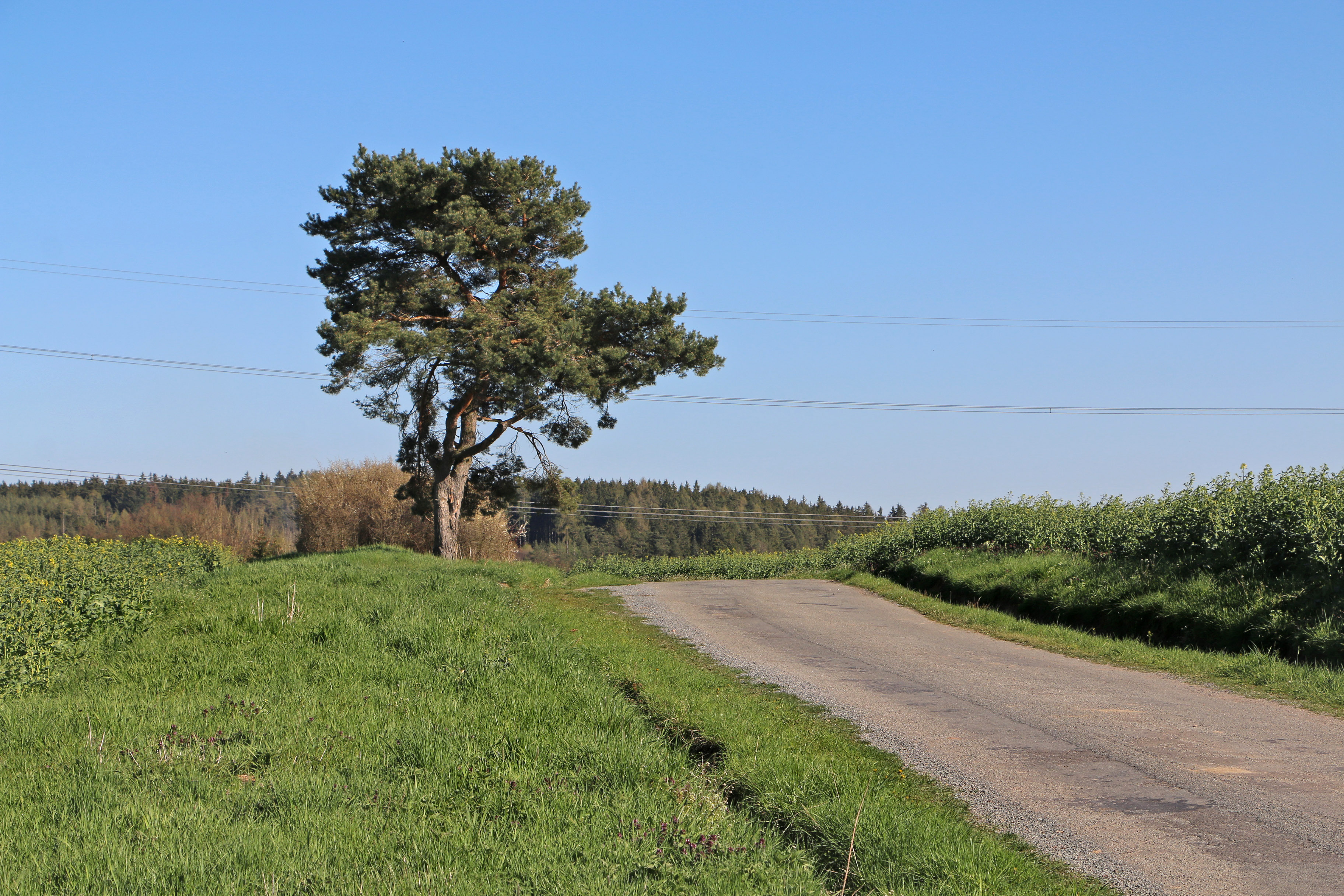
Cesta k vesnici